# カウンティ型巡視艇
カウンティ型巡視船 (英語: County-class patrol vessel) は、ジャマイカ沿岸警備隊の運用する外洋巡視船である。 

## 設計・装備
ダーメン・スタン4207型をベースに設計された。 
同じくダーメン・スタン4207型に基づいて建造された他国の哨戒艦船と同様に、救助または追跡用の小型ジェットボートを展開・回収可能な船尾進水ランプが装備されている。 船橋の電子機器はAlphatron Marine社製が採用されている。  

## 来歴
2004年4月21日に3隻の建造契約が締結された。 
2005年から2006年にかけて「HMJS コーンウォール 」「HMJS ミドルセックス」および「HMJS サリー」の3隻がオランダで建造されて順次納入された。 
2012年、所有する4隻の消防艇のうち出動可能なものが1隻しかないという状況に陥ったジャマイカ消防隊は、沿岸警備隊に対して新しい消防艇が配備されるまでの期間、カウンティ型巡視艇による任務の代行を要請した。 
2017年、「コーンウォール」と「サリー」は ニカラグアに売却された。2019年、「コーンウォール」はセントビンセント・グレナディーン沿岸警備隊 (英語版) に売却され「キャプテン・ヒュー・マルザック」と改名された。 

## 同型船
| 船名                                   | 建造者         | 就役            | 現状                                                                                    |
| -------------------------------------- | -------------- | --------------- | --------------------------------------------------------------------------------------- |
| コーンウォール（初代） (HMJS Cornwall) | ダーメン造船所 | 2005年 10月27日 | 2017年ニカラグア海軍に売却                                                              |
| ミドルセックス (HJMS Middlesex)        | ダーメン造船所 | 2006年 4月7日   | 2017年、ニカラグア海軍に売却。 2019年、セントビンセント・グレナディーン沿岸警備隊に売却 |
| サリー (HJMS Surrey)                   | ダーメン造船所 | 2007年 6月26日  | 現役                                                                                    |
| コーンウォール（2代） (HMJS Cornwall)  | ダーメン造船所 | 2017年1月       | 現役                                                                                    |
| ミドルセックス（2代） (HJMS Middlesex) | ダーメン造船所 | 2017年1月       | 現役                                                                                    |